# ژیرایر هوهانیسیان
ژیرایر هوهانیسیان (ارمنی: Ժիրայր Հովհաննիսյան؛ زادهٔ ۱۱ ژوئیهٔ ۱۹۸۱ در وانادزور) کشتی‌گیر در رشته کشتی آزاد اهل ارمنستان است که در مسابقات قهرمانی کشتی اروپا در مجموع برندهٔ ۱ مدال برنز شده‌است. هوهانیسیان در بازی‌های المپیک تابستانی ۲۰۰۴ به رقابت پرداخت.